# Mercado Municipal de la Plaza XV
El Mercado Municipal de la Plaza XV fue un mercado público ubicado en la parte sur de la Plaza Quince de Noviembre en el centro de la ciudad de Río de Janeiro, Brasil. Fue principal centro de abastecimiento de alimentos de la ciudad durante 50 años. Fue inaugurado en 1907 y demolido en 1962 para dar lugar a la construcción del Elevado da Perimetral. La razón dada por el entonces alcalde de la ciudad Carlos Lacerda era que el edificio "detenía el progreso de la ciudad".
El mercado fue de hierro pre-moldeado y fundido enteramente en Francia. Tenía más de 200 ubicaciones para tiendas en las que se vendía alimentos (cereales, fruta, animales) y, principalmente, pescado. Su plano incluía cinco torreones octogonales - uno mayor en el centro con un reloj de 35 metros - y otros cuatros en cada esquina. Tras su demolición, sólo que mantuvo en pie uno de los torreones (el número 4) que actualmente está ubicado en plena Plaza Marechal Âncora y donde funciona el restaurante Ancoramar.